# Greifswalder SV 04
Greifswalder Sportverein 04 e.V. foi uma agremiação esportiva alemã, fundada a 1 de janeiro de 2004, sediada em Greifswald, na Mecklenburg-Vorpommern.
O clube foi formado a partir da fusão de SSV Grün-Schwarz Greifswald, ESV/Empor Greifswald e SV Greifswalder 98. Além de seu departamento de futebol possui seções de atletismo, badminton, basquete, dança e ginástica rítmica.
A fusão dos três clubes o tornou o segundo maior na Mecklenburg-Pomerânia Ocidental, com cerca de 1.400 membros. Tem um forte foco no futebol juvenil e ligações para uma série de escolas da área. É também um centro de treinamento para os filiados à DFB e tem revelado vários jogadores para o FC Hansa Rostock.

## História

### Greifswalder SC
Até o final da temporada 2002-2003, o maior clube em Greifswald foi o Greifswalder SC, que jogou na Oberliga Nord de 1991 até 2002. Uniu-se ao ESV Greifswald por motivos financeiros e foi assim dissolvido. Através do ESV, o Greifswalder SV 04 mantém o seu legado. O SC jogou seu último jogo a 31 de maio de 2003, batendo o SV Blau Weiss Polz por 5 a 2.

## Títulos
- Verbandsliga Mecklenburg-Vorpommern (V) Campeão: 2007;

## Fonte
- Grüne, Hardy (2001). Vereinslexikon. Kassel: AGON Sportverlag ISBN 3-89784-147-9
- Campanha em 2012-13